# Can't Stop Lovin' You
Can't Stop Lovin' You è una power ballad del gruppo musicale statunitense Van Halen, estratta come singolo nel marzo 1995 dall'album Balance. 
Fu il singolo di maggior successo dell'album negli Stati Uniti, l'unico ad aver raggiunto la top 40 della Billboard Hot 100, alla posizione numero 30. Arrivò inoltre al secondo posto nella Mainstream Rock Songs e all'undicesimo nella Pop Songs. Altrove, il singolo raggiunse il terzo posto in Canada e la posizione numero 33 nel Regno Unito.

## Il brano
La canzone nacque dopo che il produttore Bruce Fairbairn chiese alla band un potenziale singolo da includere nell'album. Invece di cercare nei suoi archivi, Eddie van Halen decise di scrivere nuova musica da zero. La canzone è stata composta da tutti i membri dei Van Halen, e tratta dell'amore eterno e dell'amicizia. Il titolo è un omaggio al brano I Can't Stop Loving You di Ray Charles, tanto che, nel verso finale dell'ultimo ritornello, Sammy Hagar canta: "Hey Ray, what you said is true... I can't stop lovin' you" ("Ehi Ray, quello che hai detto è vero... non posso smettere di amarti").
È l'unica traccia di Balance che compare in entrambe le raccolte del gruppo, Best Of - Volume I (1996) e The Best of Both Worlds (2004).

## Video musicale
Il videoclip, diretto da Peter Christopherson, è ambientato in una tipica casa del ceto medio americano, all'interno della quale sono mostrati i membri della band che eseguono il brano. Vengono inoltre presentate alcune immagini di persone che mostrano il loro affetto reciproco: una coppia anziana di coniugi che festeggia il proprio anniversario, una coppia di adolescenti innamorati, un ragazzo ed il suo cane, una donna con il suo cucciolo di scimmia, ed altri.
All'inizio del video viene mostrato un uomo che, prima di uscire di casa, prende una pistola davanti a sua moglie preoccupata. Il video si conclude con l'immagine della donna insieme alle figlie che aspetta il marito mentre viene rilasciato dal carcere. Quello che ha fatto l'uomo e la sua detenzione in carcere sono raccontati nel video di Don't Tell Me (What Love Can Do).

## Tracce
7" Single Warner Bros. 5439-17909-7
1. Can't Sop Lovin' You – 4:07
2. Crossing Over – 5:03

CD-Maxi Warner Bros. 9362-43510-2
1. Can't Sop Lovin' You – 4:07
2. Crossing Over – 5:03
3. Right Now (Live) – 6:08
4. Man on a Mission (Live) – 4:58

## Formazione
- Sammy Hagar – voce
- Eddie van Halen – chitarra, cori
- Michael Anthony – basso, cori
- Alex van Halen – batteria

## Classifiche
| Classifica (1995)             | Posizione massima |
| ----------------------------- | ----------------- |
| Canada                        | 3                 |
| Regno Unito                   | 33                |
| Stati Uniti                   | 30                |
| Stati Uniti (mainstream rock) | 2                 |
| Stati Uniti (pop)             | 11                |
| Stati Uniti (radio)           | 32                |